# ФК Виљареал
ФК Виљареал (шп. Villarreal CF) је шпански фудбалски клуб из Виљареала, у покрајини Кастељон. Своје домаће утакмице грају на стадиону Естадио де ла Керамика, капацитета 24.890 места. Тренутно се такмичи у Првој лиги Шпаније.

## Историја

### Рана историја
Клуб је основан 1923. и играо је регионалну лигу све до Шпански грађански рат, током којег је Шпански фудбал био у паузи. Након рата, клуб је играо у разним регионалним лигама, као и Tercera División све до сезоне 1970/71, када се Виљареал први пут пласирао у Segunda División у којој је играо две сезоне, да би након тога испао у Tercera División поново. После игра у Segunda División B после неколико сезона, касних 1980-их, Виљареал је успео да се учврсти као клуб друге шпанске лиге, почевши од сезоне 1992/93.

### La Liga de las Estrellas
24. маја 1998. Виљареал успева да се пласира у Примеру за сезону 1998/99, где почиње застрашујући меч против шпанског дива Реал Мадрида на стадиону Сантијагу Бернабеу. После тешке сезоне, Виљареал поново испада у Сегунду и игра у њој добру сезону 1999/00, где су завршили трећи, при чему су зарадили поновни улазак у La Liga de las Estrellas, чувену Примеру, где су остали до данашњих дана.

### Европски успеси
У сезони 2003/04, Виљареал стигао до полуфинала Купа УЕФА, где су изгубили од комшије и евентуалног шампиона Валенсије. Тог лета су освојили Intertoto kup, чиме су квалификовали за Купа УЕФА у наредној сезони, где су стигли до четвртине финала. Избацио их је холандски тим АЗ Алкмар, резултатом 3–2 на продужецима. Исте 2004/05 сезоне, Виљареал је завршио на трећем месту у Примери, чиме су се први пут директно квалификовали за Европски турнир; УЕФА Лигу шампиона.
Сезона 2005/06. донела је клубу значајне европске успех и признања, због доследног наступа у Лиги шампиона. У задњем колу квалификација Виљареал сензационално добија енглески Евертон резултатом 4–2, две победе по 2–1. У групној фази, Виљареал пада у исту група са португалским шампионом Бенфиком, француским Лилом, и енглеским гигантом Манчестер Јунајтедом. Завршили су непоражено групну фазу. Виљареал је два пута славио (1–0 против Бенфике у гостима и Лила код куће) и четири пута одиграо нерешено, рачунајући и два меча са Манчестер Јунајтедом. Били су на врху у групи и напредовали до нокаут фазе заједно са Бенфиком. Клуб је у четвртини финала Лиге шампиона савладао шкотски Ренџерс 3–3 на правило гол у гостима (2–2 у Глазгову и 1–1 код куће).
Жутој подморници запада италијански гигант Интер у четвртини финала Лиге шампиона. Прва утакмица је одиграна на Стадион Ђузепе Меаца 29. марта 2006. У утакмици у Милану, Diego Forlán постиже гол у првом минуту меча, али Виљареал губи 2–1 и Интер има вођство пред меч у Ел Мадригалу 4. априла. Виљареал на свом стадиону у другој утакмици успева да добије Интер 1-0 и тиме обезбеди пласман у полуфинале Лиге Шампиона. У полуфиналу, Виљереал губи од Арсенала резултатом 1–0. Виљареал доводи Роберта Пиреса из Арсенала на лето, чим се завршила Лига Шампиона. Он игра и дан данас у клубу. 2006/07 сезону Виљареал стартује веома лоше али је ипак успео да се квалификује за Куп УЕФА након осам узастопних победа. „Жута подморница“ која је била тринаеста након 30. кола Примере, успела је да се попење и да заврши на петом месту.
Клуб се аутоматски пласирао у Лигу шампиона за сезону 2008/09, након што је завршио као други у Примери претходне сезоне. У групи су им испали Манчестер Јунајтед (по други пут), Селтик, и Алборг. Кренули су добро. Успели су да заврше нерешено са тадашњим европским шампионом на Олд Трафорду, 0–0. Прва победа је забележена 30. септембра над Селтиком 1–0 на Ел Мадригалу, шутом Маркоса Сене из слободног ударца. 21. октобра, у мечу против Алборга, постигли су голова а примили три. Касније ремизирају 2–2 са Алборгом у Данској и на задњем мечу у групи губе од већ елиминисаног Селтика.
У нокаут фази, сусрећу се са грчким Панатаинаикосом, где се први меч завршава резултатом 1-1. У Атини Грци губе 1–2. Виљареал стиже до четвртине финала где му поново налеће енглески Арсенал. Први мече се завршава резултатом 1–1, гол је постигао Маркос Сена из слободњака, да би резултат неутрализовао Адебајор волејом. Тео Волкот, Адебајор и Робин ван Перси осигурали су победу у другом мечу, 3–0 за Арсенал.
У 2009/10. сезони, Виљареал се квалификовао за УЕФА Лигу Европе, победом над НАЦ Бредом сензационалним резултатом 2-9. Упада у Групу Г са Левским из Софије, који су поразили 1–0 на њиховом дебиту, и са Лацијом и Ред Бул Салзбургом.
У сезони 2020/21, Виљареал је освојио титулу првака УЕФА Лиге Европе, победом над Манчестер јунајтедом. Утакмица је одиграна са нерешеним резултатом 1:1, а у пенал серији, Виљареал је савладао Јунајтед резултатом 11:10.

## Ривалство
Виљареал гаји дуго ривалство са ФК Кастелоном искључиво из географских разлога (оба клуба су из Кастелон провинције), и са Валенсијом, због тога што су та два клуба најјача у Валенсијској области; њихов судар се зове „Валенсиски локални дерби."

## Тренутни састав
12. новембар 2018.
| Бр. |           | Позиција | Играч             |
| --- | --------- | -------- | ----------------- |
| 1   | Шпанија   | Г        | Серхио Асенхо     |
| 2   | Шпанија   | О        | Марио Гашпар      |
| 3   | Шпанија   | О        | Алваро            |
| 4   | Аргентина | О        | Рамиро Фунес Мори |
| 5   | Аргентина | С        | Сантијаго Касерес |
| 6   | Шпанија   | О        | Виктор Руиз       |
| 7   | Шпанија   | Н        | Жерард Морено     |
| 8   | Шпанија   | С        | Пабло Форналс     |
| 9   | Колумбија | Н        | Карлос Бака       |
| 10  | Италија   | Н        | Никола Сансоне    |
| 11  | Шпанија   | О        | Жауме Коста       |
| 13  | Шпанија   | Г        | Андрес Фернандез  |
| 14  | Шпанија   | С        | Ману Тригерос     |

| Бр. |           | Позиција | Играч                    |
| --- | --------- | -------- | ------------------------ |
| 15  | Шпанија   | Г        | Мигелон                  |
| 16  | Шпанија   | О        | Алфонсо Педраза          |
| 17  | Камерун   | С        | Карл Токо Екамби         |
| 18  | Шпанија   | С        | Хави Фуего               |
| 19  | Шпанија   | О        | Санти Казорла            |
| 20  | Чиле      | С        | Мануел Итура             |
| 21  | Шпанија   | О        | Бруно Соријано (капитен) |
| 22  | Шпанија   | С        | Дани Раба                |
| 23  | Италија   | Н        | Данијеле Бонера          |
| 24  | Мексико   | Н        | Мигел Лајун              |
| 25  | Аргентина | Г        | Маријано Барбоса         |
| 30  | Нигер     | Г        | Самјуел Чуквезе          |

## Највећи успеси

### Домаћи
- Првенство Шпаније

Друго место (1) : 2007/08.
- Друга лига Шпаније

Друго место (1) : 2012/13.

### Међународни
- Лига шампиона

Полуфинале (1) : 2005/06.
- Лига Европе

Освајач (1) : 2020/21.
- Интертото куп

Освајач (2) : 2003, 2004.
- УЕФА суперкуп

Финалиста (1) : 2021.